# کادادکاووا
کادادکاووا (به لاتین: Kadadekawewa) یک منطقهٔ مسکونی در سری‌لانکا است که در استان مرکزی (سری‌لانکا) واقع شده‌است.